# 하동도서관
하동도서관은 경상남도 하동군 소재의 도서관이다.

## 연혁
- 1986년 10월 8일 개관.

## 시설현황
- 2층: 자유열람실, 강좌실, 다도방 및 다목적실, 행정실, 관장실
- 1층: 종합자료실, 어린이자료실, 유아방, 제2자료실, 서고

## 이용 안내
이용 시간
- 자료실: 화~토요일 09:00 ~ 18:00 / 일요일 09:00 ~ 17:00
- 열람실: 월요일 09:00 ~ 18:00 / 화~일요일 08:00 ~ 21:00

휴관일
- 매주 월요일
- 국경일 및 공휴일
- 관장이 공고한 날